# Baltimore Bullets (1947-1955)
Els Baltimore Bullets van ser un equip de bàsquet de Baltimore (Maryland), que va jugar a l'NBA des del 1950 fins al 1955, quan va desaparèixer. Fundat el 1944, els Bullets van disputar tres temporades a l'ABL, dues temporades a la BAA i sis temporades a l'NBA (van dissoldre durant la temporada 1954-55). Les dues temporades que l'equip va participar en la Basketball Association of America es va classificar pels playoffs i va guanyar un campionat. A l'NBA va participar un cop als playoffs.

## Temporada a temporada
Notes: V = Victòries, D = Derrotes
| Any     | Lliga | V-D       | Divisió      | Playoffs                        |
| ------- | ----- | --------- | ------------ | ------------------------------- |
| 1947-48 | BAA   | 28-20 2n, | Divisió Oest | Vencedor de la BAA              |
| 1948-49 | BAA   | 29-31 3r, | Divisió Est  | Perd les finals de la D. Est    |
| 1949-50 | NBA   | 25-43 5è, | Divisió Est  |                                 |
| 1950-51 | NBA   | 24-42 5è, | Divisió Est  |                                 |
| 1951-52 | NBA   | 20-46 5è, | Divisió Est  |                                 |
| 1952-53 | NBA   | 16-54 4t, | Divisió Est  | Perd les finals de la D. Est    |
| 1953-54 | NBA   | 16-56 5è, | Divisió Est  |                                 |
| 1954-55 | NBA   | 3-11      | Divisió Est  | desaparegut durant la temporada |